# Sun Guoxiang
Sun Guoxiang (chiń. 孙国祥; ur. w lutym 1953 w Szanghaju) – chiński dyplomata. Piętnasty ambasador Chińskiej Republiki Ludowej w Wietnamie. Pełni tę funkcję od listopada 2008 do 2011. Wcześniej pełnił funkcję ambasadora ChRL w Turcji od listopada 2006 do września 2008 roku.